# مارک بولان
مارک بولان (انگلیسی: Marc Bolan; ۳۰ سپتامبر ۱۹۴۷ – ۱۶ سپتامبر ۱۹۷۷) گیتاریست و خواننده-ترانه‌سرای انگلیسی بود. او پیشگام جنبش گلم راک در اوایل دههٔ ۱۹۷۰ با گروه خود تی. رکس بود. بولان به شدت بر هنرمندان ژانرهای مختلف از جمله گلم راک، پانک، پست-پانک، موج نو، ایندی راک، بریت‌پاپ و آلترناتیو راک تأثیر گذاشت. نام او پس از مرگ در سال ۲۰۲۰ به عنوان عضوی از تی. رکس وارد تالار مشاهیر راک اند رول شد.

## مرگ
بولان از ترس مرگ زودرس هرگز رانندگی را یاد نگرفت و می‌ترسید که پیش از ۳۰ سالگی بمیرد. با وجود این ترس، در بسیاری از ترانه‌های او به خودروها یا اجزای خودرو اشاره شده است. او همچنین تعدادی خودرو داشت، از جمله یک رولز-رویس سفید مدل دههٔ ۱۹۶۰ که در شب مرگش به گروه هاوک‌ویند قرض داده شد.
در ۱۶ سپتامبر ۱۹۷۷، بولان سرنشین مینی مدل 1275GT به رانندگی دوست‌دخترش گلوریا جونز بود. آن‌ها از رستوران مورتونز کلاب در میدان برکلی لندن به خانه می‌رفتند. هر دو مشروبات الکلی مصرف کرده بودند، و پس از عبور جونز از یک پل قوس‌دار کوچک در بارنز، لندن، ماشین به تیرک حصار و سپس به یک درخت برخورد کرد. بولان که روی صندلی مسافر نشسته بود، در لاشه ماشین ناهوشیار بود. او در زمان تصادف کمربند ایمنی خود را نبسته بود. جونز به شدت مجروح شد اما پس از تصادف هوشیار بود. پس از آن بولان مرده اعلام شد.